# Anne dưới Mái nhà Bên Ánh Lửa
Anne dưới Mái nhà Bên Ánh Lửa (tên nguyên tác Anne of Ingleside) là một tiểu thuyết của Lucy Maud Montgomery. Được xuất bản lần đầu năm 1939 bởi Nhà xuất bản McClelland and Stewart (Toronto) và the Frederick A. Stokes Company (New York). Đây là cuốn thứ 10 trong số 11 cuốn có sự xuất hiện của nhân vật Anne Shirley, và là tác phẩm xuất bản cuối cùng khi Montgomery còn sống
Theo trình tự thời gian, Anne dưới Mái nhà Bên Ánh Lửa kể về giai đoạn cuộc đời Anne ở tuổi 34-40, trước cuốn Thung lũng cầu vồng (Anne ở tuổi 41) - được xuất bản nhiều năm trước đó. Thêm vào đó, một tuyển tập truyện ngắn mang tên The Blythes Are Quoted được viết trong giai đoạn 1941-1942 mãi tới năm 2009 mới được xuất bản cũng bao gồm các câu truyện liên quan đến Anne 

## Tóm tắt nội dung
Câu chuyện bắt đầu vời thời điểm bảy năm sau giai đoạn gia đình Anne ở ngôi nhà Mơ Ước, Anne đến thăm Diana Wright và con gái của cô, Anne Cordelia, ở Avonlea sau đám tang của cha Gilbert. Khi cô trở về ngôi của mình - được đặt tên "Ngôi nhà Bên Ánh Lửa", cô được chào đón bởi năm đứa con của mình: James Matthew ('Jem'), đứa lớn nhất, hiện đã bảy tuổi; Walter Cuthbert, khoảng sáu tuổi và thường bị cho là hơi 'ngốc nghếch' vì yêu thích thơ ca; cặp song sinh Anne ('Nan') và Diana ('Di'), năm tuổi và trông không giống nhau, Nan với mái tóc nâu và đôi mắt màu hạt dẻ, và Di với mái tóc đỏ và đôi mắt xanh lục; và cuối cùng là Shirley, hai tuổi và là đứa bé bà quản gia Susan Baker yêu chiều nhất, bà Susan đã chăm sóc cậu lúc còn nhỏ trong khi Anne ốm nặng sau sinh. Anne sau đó sinh cô con út và đặt tên là Bertha Marilla Blythe. Cô bé còn được gọi là Roly-Poly, hay ngắn gọn là 'Rilla'.
Mỗi đứa trẻ trong gia đình với những tính cách khác nhau đều có những rắc rối của riêng mình tuy nhiên sau cùng những rắc rối đều được hóa giải. Ở phần cuối, Anne lo lắng rằng Gilbert đã trở nên xa cách và có thể không còn yêu cô nữa. Cô và Gilbert trải qua một buổi tối khó chịu với Christine Stuart, người từng là tình địch của Anne (hoặc cô nghĩ vậy). Cuối cùng mọi chuyện được sáng tỏ khi Anne biết sự lạnh nhạt của Gilbert là do lo lắng cho một trong những bệnh nhân của anh. Anne nhận được một món quà ngạc nhiên từ chồng đó chính là  lời hứa về một chuyến đi đến châu Âu để tham dự một đại hội y tế.